# Aanval op het Tiananmenplein op 28 oktober 2013
Op 28 oktober 2013 reed een jeep in op een menigte op het Tiananmenplein in de Chinese hoofdstad Peking. Vijf mensen kwamen om bij deze aanval: de drie inzittenden van de auto en twee toeristen met de Chinese en de Filipijnse nationaliteit. Veertig mensen raakten gewond.

## Incident
Rond het middaguur plaatselijke tijd reed een jeep in op een menigte op het plein en kwam tot stilstand tegen een brugpijler nabij de Poort van de Hemelse Vrede, voor de ingang naar de Verboden Stad, waarna de auto vuur vatte. Politie, brandweer en ziekenwagens rukten uit. De politie begon zeer vlug met het opzetten van hoge hekken om de plaats van het incident aan het oog te onttrekken.

## Censuur
Foto's van het incident, onder andere van een brandend voertuig voor het portret van Mao Zedong, die online werden gezet, werden vlug verwijderd door de censuur. Ook commentaren die verschenen op de sociale media, werden gecensureerd. FreeWeibo.com, een website die de Chinese censuur opvolgt, maakte melding van de verwijdering van foto's van de brandende auto en van slachtoffers. Chinese bloggers maakten echter kopieën van de foto's en verspreidden deze via Twitter en andere sociale media. Zoekopdrachten op internet over de aanval werden geblokkeerd.
Omdat zij foto's hadden genomen, werden twee journalisten van het Franse persagentschap AFP gedurende een korte tijd vastgehouden door de Chinese ordediensten. Ook een ploeg van de Britse zender BBC, die interviews afnam, werd gearresteerd.
Op het avondnieuws op de staatszender werd er niets over de aanval gezegd. Wanneer buitenlandse zenders het incident behandelden, werden zij op zwart gezet.

## Onderzoek
De Chinese autoriteiten vermoedden dat de aanval een zelfmoordaanslag was, gepleegd door etnische Oeigoeren, een islamitische minderheid uit de regio Sinkiang. Meng Jianzhu, het hoofd van de Chinese veiligheidsdiensten, meldde dat de aanval gesteund werd door de Islamitische Beweging van Oost-Turkestan, die door de Verenigde Naties als een terroristische groepering wordt beschouwd.
De drie personen in de terreinwagen waren allen van dezelfde familie: een man met zijn echtgenote en zijn moeder. Na de crash tegen de brugpijler zouden zij jerrycans met benzine in brand hebben gestoken, zodat de auto uitbrandde. In de uitgebrande wagen werden door de politie benzine, twee messen, ijzeren staven en een vlag met religieuze inhoud aangetroffen.
Op dinsdag 29 oktober arresteerde de politie nog vijf mensen die bij de voorbereiding zouden geholpen hebben. Ook bij hen werden messen en een vlag met oproep tot jihad gevonden.
in juni 2014 werden drie mannen, waarvan twee Oeigoeren, ter dood veroordeeld voor deze aanslag door een Chinese rechtbank in de westelijke stad Urumqi.